# Bolitoglossa marmorea
Bolitoglossa marmorea is een salamander uit de familie longloze salamanders (Plethodontidae). De soort werd voor het eerst wetenschappelijk beschreven door Wilmer Webster Tanner en Arden H. Brame in 1961. Oorspronkelijk werd de wetenschappelijke naam Magnadigita marmorea gebruikt.
De salamander komt voor in delen van Midden-Amerika en leeft in de landen Costa Rica en Panama. Bolitoglossa marmorea leeft in de nevelwouden van de Cordillera de Talamanca op hoogtes tussen de 1900 en 3000 meter boven zeeniveau. De soort is lokaal algemeen in Parque Nacional Volcán Barú en is verder waargenomen bij Cerro Pando en Cerro Totumas in Internationaal park La Amistad. Deze recente waarnemingen waren de eerste in meer dan tien jaar. Eerder werd Bolitoglossa marmorea ook in het Costa Ricaanse deel van La Amistad waargenomen.